# Gran retirada rusa
La Gran Retirada fue una retirada rusa con grandes pérdidas de Galitzia y Polonia durante la Primera Guerra Mundial.

## Trasfondo

Mapa que muestra la «Gran Retirada» rusa desde las posiciones iniciales en abril de 1915 (línea naranja) a las nuevas posiciones (en rojo).

Durante este periodo, la distribución de fuerzas en el frente oriental favorecía generalmente a los Imperios Centrales. Se habían creado cuatro nuevos ejércitos alemanes —el 11.º, el 12.º, el ejército del Niemen y el ejército del Bug—, lo que inclinó la balanza de fuerzas en la zona a favor de Alemania y Austria-Hungría, ya que los trece ejércitos de estas se enfrentaban a tan solo nueve ejércitos rusos. Conminado por el káiser, Von Falkenhayn cedió a la postura de Von Hindenburg y Ludendorff, que defendían la continuidad de la ofensiva en el frente oriental.
Por su parte, la Stavka decidió emprender una retirada estratégica con el objetivo de ganar tiempo mientras aumentaba la producción de la industria bélica rusa.

## La ofensiva
Tras la ofensiva de Gorlice–Tarnów a finales de mayo de 1915, los ejércitos de Mackensen cruzaron el río San y capturaron Przemyśl. El 22 de junio, los rusos abandonaron la capital de Galitzia, Lvov. Entre el 23 y el 27 de junio, los alemanes cruzaron el Dniéster. A comienzos de julio, Mackensen hubo de detener la ofensiva debido a los contraataques rusos.
El 13 de julio, los ejércitos de los Imperios Centrales comenzaron una nueva ofensiva en todo el frente. Superados en número y en posición precaria debido a las acciones recientes, el extremo meridional de la línea rusa colapsó y retrocedió al norte, huyendo hacia la línea Dęblin-Lublin-Chełm.
De manera más preocupante, el 10.º Ejército alemán y el Ejército del Niemen presionaban a través del extremo norte de la línea, amenazando de nuevo con rodear un ejército ruso por completo. 
El 14 de julio, toda el ala sur había sido obligada a retroceder otros 160 km (99,4 mi) hacia el río Bug, lo que dejaba sólo una pequeña porción de la Polonia del Congreso en manos rusas, con su eje principal entre Varsovia y la Fortaleza de Ivangorod. El 22 de julio, los ejércitos de los Imperios Centrales cruzaron el Vístula. En agosto, el 4.º Ejército ruso abandonó la fortaleza de Dęblin. Con la continua retirada rusa, Varsovia quedó aislada, y el 12.º Ejército alemán al mando de Gallwitz aprovechó la oportunidad para capturarla el 4-5 de agosto.

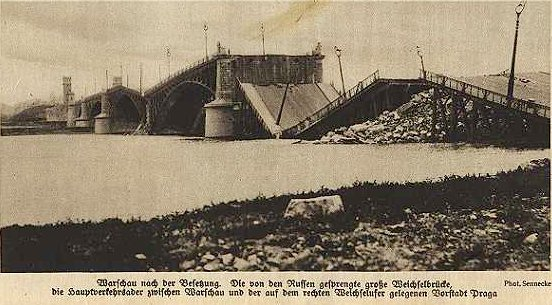
Puente Poniatowski en Varsovia tras la voladura efectuada por el ejército ruso en retirada (1915)

Nuevos ataques de los ejércitos 8.º, 10.º y 12.º alemanes, procedentes de Prusia provocaron el colapso también de este frente, empujando toda el ala norte de las fuerzas rusas, que eventualmente formaron una línea que coincidía aproximadamente con la frontera prusiana de preguerra.
Los alemanes, tras recibir considerables refuerzos, capturaron Brest-Litovsk el 25 de agosto. El 19 de septiembre, las fuerzas de Hindenburg conquistaron Vilna.

## Resultado
En este punto, el avance alemán fue finalmente ejecutado. El frente se extendía desde el mar Báltico a la frontera rumana, siguiendo la línea Riga-Jakobstadt-Dünaburg-Baránovichi-Pinsk-Dubno-Ternópil.
El 3 de agosto de 1915, el zar Nicolás II destituyó al gran duque Nicolás Nikoláyevich y tomó el mando directo del ejército.